# Forêt d'Éperlecques
La  Forêt d'Éperlecques est un massif boisé de 900 hectares, dont 830 hectares appartiennent à un propriétaire privé, situé sur le territoire de la commune d'Éperlecques (Pas-de-Calais).

## Caractéristiques
Cette vaste forêt abrite un important blockhaus de la Seconde Guerre mondiale, et quelques espèces devenues très rares dans la région, dont la rainette (protégée). On y trouve également la chapelle dite « des trois cayelles » où une procession a lieu chaque année.